# Glenwood (Alberta)
Glenwood è un villaggio del Canada, situato nella provincia dell'Alberta, nella divisione No. 3.